# Wybory parlamentarne w Dżibuti w 1997 roku
Wybory parlamentarne w Dżibuti odbyły się 19 grudnia 1997 roku. Zwyciężyła w nich koalicja partii Ludowy Ruch na rzecz Postępu-Front na rzecz Przywrócenia Jedności i Demokracji, która zdobyła 78,56% głosów, co dało jej wszystkie 65 mandatów w Zgromadzeniu Narodowym. Frekwencja wyborcza wyniosła 56,82%. Uprawnionych do głosowania było 165 942 obywateli Dżibuti.
Po raz drugi (podobnie było w poprzednich wyborach) ograniczona została liczba partii, które mogły wziąć udział w głosowaniu. Liczba ta wyniosła cztery.

## Przed wyborami
W kampanii wyborczej koalicja RPP-FRUD wzywała obywateli Dżibuti do poparcia ich programu pokoju i pojednania (jego hasło wyborcze brzmiało: Nowy Kontrakt, Nowa Generacja). Partie opozycyjne mówiły głównie o kryzysie gospodarczym i finansowym (spowodowanym głównie przez wojnę domową z lat 1991–1994), korupcji, powszechnym ubóstwie i bezrobociu. 
Koalicja RPP-FRUD wystawiła swoich kandydatów we wszystkich pięciu okręgach wyborczych. Opozycyjne PRD i PND wystawiły w sumie tylko 61 kandydatów (z czego 55 należało do PND).

## Wyniki
|  | Partia                                                                                      | Głosy  | Procent | Mandaty |
|  | ------------------------------------------------------------------------------------------- | ------ | ------- | ------- |
|  | Ludowy Ruch na rzecz Postępu (RPP)-Front na rzecz Przywrócenia Jedności i Demokracji (FRUD) | 72 073 | 78,55%  | 65      |
|  | Demokratyczna Odnowa i Rozwój (PRD)                                                         | 17 607 | 19,19%  | 0       |
|  | Narodowa Partia Demokratyczna (PND)                                                         | 2 067  | 2,25%   | 0       |
|  | Głosy nieważne                                                                              | 2 556  |         |         |
|  | Razem (frekwencja 56,82%)                                                                   | 94 303 | 100%    | 65      |

## Po wyborach
Kandydaci rządzącej od 1979 roku RPP i FRUD-u zdobyli wszystkie 65 mandatów w Zgromadzeniu Narodowym (w tym RPP otrzymała 54 mandaty, FRUD - 11). Zgodnie z konstytucją z 1992 roku, 28 grudnia prezydent Hasan Guled Aptidon powołał rząd Barkata Gourada Hamadou'a (sprawującego ten urząd od 1978 roku).